# Nekropola v Tiru
Nekropola al-Bass v Tiru je libanonska Unescova svetovna dediščina v mestu Tir, ki leži poleg begunskega taborišča el-Buss (arabsko مخيم البص). Nekropola, ki je v antičnih časih predstavljala glavni vhod v mesto, je na obeh straneh široke rimsko-bizantinske ceste, nad katero dominira slavolok iz 2. stoletja. Druga pomembna spomeniška ostanka tega arheološkega območja sta akvadukt, ki je dovajal vodo v mesto, in hipodrom iz 2. stoletja.

## Rimska in bizantinska nekropola
Nekropolo, ki so jo odkrili leta 1962, sestavlja več sto kamnitih in marmornih sarkofagov iz rimskega in bizantinskega obdobja. Več jih ima grške napise ali imena tistih, ki so tam pokopani, ali njihovo trgovino, kot je »bogati proizvajalec škrlatnega barvila«. Drugi, katerih stranice in pokrovi so okrašeni s freskami in nizkimi reliefi del Homerja in drugih.
Slavolok je ena najbolj impresivnih relikvij mesta. Razpadlo, a v sodobnem času rekonstruirano, dominira nad dobro ohranjeno rimsko cesto, ki ima na obeh straneh nekropolo, posejano s stotinami okrašenih kamnov in izklesanih marmornih sarkofagov iz 2. do 6. stoletja našega štetja.

## Feničanska nekropola
Feničansko pokopališče severnem delu najdišča je bila kremacijska nekropola, in nagrobnimi stelami s spominskimi napisi. sestavljena iz jam, izkopanih v pesek do globine, ki se je gibala od 30 centimetrov do enega metra. V grob so vnesli pogrebno žaro s pepelom pokojnika, kozarce za dišave ali kadila, skarabeje in razne dragulje. Pokopi so bili razporejeni v parih, pogrebni ritual pa je obsegal razbijanje kozarcev in krožnikov na grobu. Razlike v bogastvu najdenih grobov kažejo na različne ekonomske in socialne ravni pokojnikov. V nekaterih grobovih so našli ciprske vaze ali uvožene grške skodelice, ki so se uporabljale kot žare. Ta nekropola je bila uporabljena več kot 1500 let, do 5. in 4. stoletja pr. n. št.

## Ohranjanje najdišča
Po izbruhu državljanske vojne leta 1974 je kraj leta ostal nezaščiten, uporabljali so ga kot vojaško postojanko ali begunsko taborišče. Leta 1988 je Unesco sprožil mednarodno kampanjo za zaščito Tira, ki je bila učinkovita šele leta 1991, ko se je končala vojna. Istega leta so med skrivnimi izkopavanji našli feničansko pokopališče, ki je bilo datirano v 1. tisočletje pr. n. št. Pomen tega zgodovinskega mesta in njegovih spomenikov je bil poudarjen leta 1979, ko je Unesco Tir razglasil za svetovno dediščino.
26. septembra 2003 sta ameriški veleposlanik Vincent M. Battle in libanonski minister za kulturo Ghazi Aridi podpisala sporazum, v katerem se je vlada Združenih držav zavezala prispevati 30.640 $ za ohranitev mesta.
Sovražnosti leta 2006 so ogrozile kraj, ko je bila bombardirana bližnja stavba. Pokonfliktna analiza strokovnjakov za ohranjanje je pokazala, da je bilo veliko fresk poškodovanih. To skupaj s precejšnjim pomanjkanjem vzdrževanja na mestu predstavlja veliko grožnjo najdišču.
Najdišče je bilo izropano že v 1990-ih. Najdbe so izginile na nezakonitem trgu s starinami in nekateri obeliski so zdaj razstavljeni v muzeju Nabu v El-Heri.